# 지엠콘텐츠미디어
지엠콘텐츠미디어(GM Contents Media)는 대한민국의 연예 기획사이다.

## 창립 배경
사업 이전 1998년 12월에 지엠기획(조성모, 김건모, 이미연, 김정은, 송승헌, SG 워너비 등 종합 엔터테인먼트 활동)을 설립해, 2005년에 엠넷 미디어(현 CJ E&M)에 인수되었지만, 코어콘텐츠미디어로 분리되었다. 그 후, 2012년 1월에 코어콘텐츠미디어의 소속 연예인 중에 분리되어, 현재 사명으로 설립되었으나, 현재 코어콘텐츠미디어와 함께 통합 인수하였다.

## 소속 연예인
소속 가수
- 우노

## 같이 보기
- 코어콘텐츠미디어